# هلیچ ۳۸۲۳۸
سیارک ۳۸۲۳۸ (به انگلیسی: 38238 Holic، نامگذاری:1999OW) سی و هشت هزار و دویست و سی و هشتمین سیارک کشف شده‌است که در ۱۸ ژوئیه ۱۹۹۹ کشف شد.